# Tour de Fuzhou 2019
La 8.ª edición del Tour de Fuzhou fue una carrera de ciclismo en ruta por etapas que se celebró entre el 17 y el 23 de noviembre de 2019 con inicio en la ciudad de Ma Wei y final en el Xiaotangshan Culture Center en la ciudad de Yŏngtài Xiàn en la República Popular China. El recorrido constó de un total de 7 etapas sobre una distancia total de 813,4 km.
La carrera hizo parte del circuito UCI Asia Tour 2020 dentro de la categoría 2.1. El vencedor final fue el kazajo Artur Fedosseyev del Shenzhen Xidesheng seguido del también kazajo Ilya Davidenok, compañero de equipo del ganador, y el colombiano Carlos Quintero del Ningxia Sports Lottery Livall.

## Equipos participantes
Tomaron la partida un total de 22 equipos, de los cuales uno es de categoría Profesional Continental, 18 Continental y 3 selecciones nacionales, quienes conformaron un pelotón de 126 ciclistas de los cuales terminaron 107. Los equipos participantes fueron:
| Equipo continental profesional- Delko-Marseille Provence Equipos continentales (18)- Canyon DHB p/b Bloor Homes - Ferei - Hengxiang - Memil - Taiyuan Miogee - Team Illuminate - Terengganu Inc-TSG Cycling Team - ProTouch - Minsk Cycling Club - HKSI - Monkey Town-à Bloc CT - St George Continental Cycling Team - Aisan Racing Team - Seoul Cycling Team - Mitchelton-BikeExchange - Shenzhen Xidesheng - Ningxia Sports Lottery Livall Gusto - Giant Equipos nacionales (3)- Malasia - China Taipéi - Rusia |
| |

## Etapas
| Etapa     | Fecha     | Recorrido               | type                   | Distancia (km) | Ganador               | Líder            |
| --------- | --------- | ----------------------- | ---------------------- | -------------- | --------------------- | ---------------- |
| 1.ª etapa | 17 de nov | Mawei – Gu Ling         | etapa de montaña       | 107,4          | Ilya Davidenok        | Ilya Davidenok   |
| 2.ª etapa | 18 de nov | Langqi – Langqi         | etapa llana            | 118            | Rory Townsend         | Ilya Davidenok   |
| 3.ª etapa | 19 de nov | Fuzhou – Changle        | etapa llana            | 113            | Ivar Slik             | Ilya Davidenok   |
| 4.ª etapa | 20 de nov | Lianjiang – Lianjiang   | etapa de media montaña | 106,8          | Rory Townsend         | Ilya Davidenok   |
| 5.ª etapa | 21 de nov | Fúqīng Shì – Fúqīng Shì | etapa llana            | 123            | Lev Gonov             | Ilya Davidenok   |
| 6.ª etapa | 22 de nov | Yongtai – Yunding Shan  | etapa de montaña       | 128,2          | Jambaljamts Sainbayar | Artur Fedosseyev |
| 7.ª etapa | 23 de nov | Yongtai – Yongtai       | etapa llana            | 117            | Alexei Shnyrko        | Artur Fedosseyev |

## Clasificaciones finales
Las clasificaciones finalizaron de la siguiente forma:

### Clasificación general
| \| Clasificación general \| Clasificación general \| Clasificación general \| Clasificación general \| Clasificación general \| \| Ciclista \| Ciclista \| Equipo \| Tiempo \| \| \| --------------------- \| --------------------- \| ----------------------------------- \| --------------------- \| --------------------- \| \| 1.º \| Artur Fedosseyev \| Shenzhen Xidesheng \| 18 h 59 min 34 s \| \| \| 2.º \| Ilya Davidenok \| Shenzhen Xidesheng \| + 4 s \| \| \| 3.º \| Carlos Quintero \| Ningxia Sports Lottery Livall Gusto \| + 45 s \| \| \| 4.º \| Lyu Xianjing \| Hengxiang Cycling Team \| + 51 s \| \| \| 5.º \| Michael Vink \| St George Continental Cycling Team \| + 1 min 04 s \| \| \| 6.º \| Artiom Ovechkin \| Terengganu Inc-TSG Cycling Team \| + 1 min 09 s \| \| \| 7.º \| Lev Gonov \| Rusia \| + 1 min 40 s \| \| \| 8.º \| Jambaljamts Sainbayar \| Ferei \| + 1 min 46 s \| \| \| 9.º \| Bailey Walters \| Memil Pro Cycling \| + 1 min 54 s \| \| \| 10.º \| Julien El Fares \| Delko Marseille Provence \| + 1 min 59 s \| \| |                       |                                     |                  |
| |                       |                                     |                  |
| Fuente: ProCyclingStats |                       |                                     |                  |
| Clasificación general |                       |                                     |                  |
| Ciclista | Ciclista              | Equipo                              | Tiempo           |
| 1.º | Artur Fedosseyev      | Shenzhen Xidesheng                  | 18 h 59 min 34 s |
| 2.º | Ilya Davidenok        | Shenzhen Xidesheng                  | + 4 s            |
| 3.º | Carlos Quintero       | Ningxia Sports Lottery Livall Gusto | + 45 s           |
| 4.º | Lyu Xianjing          | Hengxiang Cycling Team              | + 51 s           |
| 5.º | Michael Vink          | St George Continental Cycling Team  | + 1 min 04 s     |
| 6.º | Artiom Ovechkin       | Terengganu Inc-TSG Cycling Team     | + 1 min 09 s     |
| 7.º | Lev Gonov             | Rusia                               | + 1 min 40 s     |
| 8.º | Jambaljamts Sainbayar | Ferei                               | + 1 min 46 s     |
| 9.º | Bailey Walters        | Memil Pro Cycling                   | + 1 min 54 s     |
| 10.º | Julien El Fares       | Delko Marseille Provence            | + 1 min 59 s     |

### Clasificación por puntos
| Clasificación por puntos | Clasificación por puntos | Clasificación por puntos            | Clasificación por puntos | Clasificación por puntos |
| Ciclista                 | Ciclista                 | Equipo                              | Puntos                   |                          |
| ------------------------ | ------------------------ | ----------------------------------- | ------------------------ | ------------------------ |
| 1.º                      | Blake Quick              | St George Continental Cycling Team  | 44 pts                   |                          |
| 2.º                      | Rory Townsend            | Canyon DHB p/b Bloor Homes          | 40 pts                   |                          |
| 3.º                      | Lev Gonov                | Rusia                               | 34 pts                   |                          |
| 4.º                      | Carlos Quintero          | Ningxia Sports Lottery Livall Gusto | 30 pts                   |                          |
| 5.º                      | Charles Page             | Canyon DHB p/b Bloor Homes          | 25 pts                   |                          |
| 6.º                      | Ivar Slik                | Monkey Town-À Bloc CT               | 24 pts                   |                          |
| 7.º                      | Artur Fedosseyev         | Shenzhen Xidesheng                  | 22 pts                   |                          |
| 8.º                      | Aleksandr Smirnov        | Rusia                               | 21 pts                   |                          |
| 9.º                      | Zheng Zhang              | Hengxiang Cycling Team              | 20 pts                   |                          |
| 10.º                     | Yuan Tang Peng           | China Taipéi                        | 20 pts                   |                          |

### Clasificación de la montaña
| Clasificación de la montaña | Clasificación de la montaña | Clasificación de la montaña         | Clasificación de la montaña | Clasificación de la montaña |
| Ciclista                    | Ciclista                    | Equipo                              | Puntos                      |                             |
| --------------------------- | --------------------------- | ----------------------------------- | --------------------------- | --------------------------- |
| 1.º                         | Artur Fedosseyev            | Shenzhen Xidesheng                  | 24 pts                      |                             |
| 2.º                         | Carlos Quintero             | Ningxia Sports Lottery Livall Gusto | 23 pts                      |                             |
| 3.º                         | Ilya Davidenok              | Shenzhen Xidesheng                  | 20 pts                      |                             |
| 4.º                         | Joseph Areruya              | Delko Marseille Provence            | 18 pts                      |                             |
| 5.º                         | Oleksandr Polivoda          | Ningxia Sports Lottery Livall Gusto | 16 pts                      |                             |
| 6.º                         | Jambaljamts Sainbayar       | Ferei                               | 8 pts                       |                             |
| 7.º                         | Metkel Eyob                 | Terengganu Inc-TSG Cycling Team     | 8 pts                       |                             |
| 8.º                         | Lyu Xianjing                | Hengxiang Cycling Team              | 8 pts                       |                             |
| 9.º                         | Daniel Pearson              | Canyon DHB p/b Bloor Homes          | 8 pts                       |                             |
| 10.º                        | Michael Vink                | St George Continental Cycling Team  | 6 pts                       |                             |

### Clasificación por equipos
| Clasificación por equipos | Clasificación por equipos          | Clasificación por equipos | Clasificación por equipos |
| Equipo                    | Equipo                             | Tiempo                    |                           |
| ------------------------- | ---------------------------------- | ------------------------- | ------------------------- |
| 1.º                       | Shenzhen Xidesheng                 | 57 h 03 min 39 s          |                           |
| 2.º                       | Mitchelton-BikeExchange            | + 3 min 58 s              |                           |
| 3.º                       | Delko-Marseille Provence           | + 5 min 01 s              |                           |
| 4.º                       | Canyon DHB p/b Bloor Homes         | + 5 min 06 s              |                           |
| 5.º                       | St George Continental Cycling Team | + 5 min 33 s              |                           |
| 6.º                       | Terengganu Inc-TSG Cycling Team    | + 7 min 32 s              |                           |
| 7.º                       | Monkey Town-à Bloc CT              | + 7 min 51 s              |                           |
| 8.º                       | Rusia                              | + 10 min 03 s             |                           |
| 9.º                       | Hengxiang                          | + 17 min 16 s             |                           |
| 10.º                      | HKSI                               | + 18 min 47 s             |                           |

## Evolución de las clasificaciones
| Etapa                   | Vencedor                | Clasificación general | Clasificación por puntos | Clasificación de la montaña | Clasificación del mejor chino | Clasificación por equipos |
| ----------------------- | ----------------------- | --------------------- | ------------------------ | --------------------------- | ----------------------------- | ------------------------- |
| 1.ª                     | Ilya Davidenok          | Ilya Davidenok        | Ilya Davidenok           | Ilya Davidenok              | Xianjing Lyu                  | Shenzhen Xidesheng        |
| 2.ª                     | Rory Townsend           | Ilya Davidenok        | Ilya Davidenok           | Ilya Davidenok              | Xianjing Lyu                  | Shenzhen Xidesheng        |
| 3.ª                     | Ivar Slik               | Ilya Davidenok        | Charles Page             | Ilya Davidenok              | Xianjing Lyu                  | Shenzhen Xidesheng        |
| 4.ª                     | Rory Townsend           | Ilya Davidenok        | Rory Townsend            | Ilya Davidenok              | Xianjing Lyu                  | Shenzhen Xidesheng        |
| 5.ª                     | Lev Gonov               | Ilya Davidenok        | Blake Quick              | Ilya Davidenok              | Xianjing Lyu                  | Shenzhen Xidesheng        |
| 6.ª                     | Jambaljamts Sainbayar   | Artur Fedosseyev      | Blake Quick              | Artur Fedosseyev            | Xianjing Lyu                  | Shenzhen Xidesheng        |
| 7.ª                     | Alexei Shnyrko          | Artur Fedosseyev      | Blake Quick              | Artur Fedosseyev            | Xianjing Lyu                  | Shenzhen Xidesheng        |
| Clasificaciones finales | Clasificaciones finales | Artur Fedosseyev      | Blake Quick              | Artur Fedosseyev            | Xianjing Lyu                  | Shenzhen Xidesheng        |

## UCI World Ranking
El Tour de Fuzhou otorgó puntos para el UCI World Ranking para corredores de los equipos en las categorías UCI WorldTeam, Profesional Continental y Equipos Continentales. Las siguientes tablas muestran el baremo de puntuación y los 10 corredores que obtuvieron más puntos:
| Posición              | 1.º | 2.º | 3.º | 4.º | 5.º | 6.º | 7.º | 8.º | 9.º | 10.º | 11.º | 12.º | 13.º-15.º | 16.º-25.º |
| Clasificación general | 125 | 85  | 70  | 60  | 50  | 40  | 35  | 30  | 25  | 20   | 15   | 10   | 5         | 3         |
| Por etapa             | 14  | 5   | 3   |     |     |     |     |     |     |      |      |      |           |           |
| Líder                 | 3   |     |     |     |     |     |     |     |     |      |      |      |           |           |

| Clasificación |                       |                               |         |       |       |       |
| Posición      | Ciclista              | Equipo                        | General | Etapa | Líder | Total |
| ------------- | --------------------- | ----------------------------- | ------- | ----- | ----- | ----- |
| 1.º           | Artur Fedosseyev      | Shenzhen Xidesheng            | 125     | 8     | 3     | 136   |
| 2.º           | Ilya Davidenok        | Shenzhen Xidesheng            | 85      | 15    | 14    | 114   |
| 3.º           | Carlos Quintero       | Ningxia Sports Lottery Livall | 70      | 8     | -     | 78    |
| 4.º           | Xianjing Lyu          | Hengxiang                     | 60      | 3     | -     | 63    |
| 5.º           | Lev Gonov             | Selección de Rusia            | 35      | 19    | -     | 54    |
| 6.º           | Michael Vink          | St George Continental         | 50      | -     | -     | 50    |
| 7.º           | Jambaljamts Sainbayar | Ferei                         | 30      | 14    | -     | 44    |
| 8.º           | Artem Ovechkin        | Terengganu Inc-TSG            | 40      | -     | -     | 40    |
| 9.º           | Rory Townsend         | Canyon dhb p/b Bloor Homes    | 3       | 28    | -     | 31    |
| 10.º          | Bailey Walters        | Memil                         | 25      | -     | -     | 25    |